# Thor André Olsen
Thor André Olsen (Mo i Rana, 28 aprile 1964) è un allenatore di calcio ed ex calciatore norvegese, di ruolo portiere, tecnico del Mo.

## Carriera

### Giocatore

#### Club
Olsen cominciò la carriera con la maglia del Mo. Vestì poi le maglie di Molde, Brann, Djurgården, Aalborg,  Mo, Norrköping, Lillestrøm e poi tornò ancora al Mo, per chiudere la carriera.

#### Nazionale
Olsen conta 3 presenze per la Norvegia under 21. Esordì il 21 maggio 1985, nella sconfitta per 1-0 contro la Svezia under 21.

### Allenatore
Nel 2001, diventò allenatore-giocatore del Mo. Nel 2008 diventò tecnico dello Stålkameratene, per poi tornare al Mo dal 2011.